# Gottfried Rückle
Gottfried Martin Rückle (Rödelheim, Frankfurt am Main, 7 de junho de 1879 – Rödelheim, 1929) foi um matemático alemão, um prodígio em cálculo.

## Formação e carreira
Rückle obteve um doutorado em 1901 na Universidade de Göttingen, orientado por David Hilbert, com a tese Quadratische Reziprozitätsgesetze in algebraischen Zahlkörpern. Na Primeira Guerra Mundial foi responsável por cálculos balísticos.
Rückle tinha uma memória extraordinária para cálculos, de orientação visual. Com 12 anos de idade conhecia profundamente todos os números primos até 1000. Para memorizar uma série de 204 cifras necessitava de 13 minutos e podia repetí-los em 78 segundos.

## Obras
- Praxis des Zahlenrechnens, Rom‐Verlag, R. Otto Mittelbach, Charlottenburg 1925